# Майнелите, Вайва Вида
Вайва Вида Майнелите (лит. Vida Vaiva Mainelytė; 5 сентября 1948, Рокишкис, Литовская ССР) — литовская и советская актриса

 театра и кино. Заслуженная артистка Литовской ССР (1982). Лауреат Государственной премии Литовской ССР (1985). Политик.

## Биография
В 1970 году окончила актёрское отделение Литовской государственной консерватории, ученица Юозаса Рудзинскаса.
С 1969 года выступала на сцене Шяуляйского драматического театра. С 1973 года — актриса Государственного академического театра драмы Литовской ССР (ныне Литовский национальный драматический театр). Снималась в кино с 1970 года. Сыграла более чем в 50 фильмах.
Член партии «Новая демократия — Женская партия» с 2008 года.

## Избранная фильмография
- 2019 — Антон / Anton — Эмма
- 2016 — Цена свободы. Добровольцы / Laisvės kaina. Savanoriai
- 2016 — Подруга / Draugė (короткометражный)
- 2015 — Сад Эдема / Edeno Sodas — бывшая актриса
- 2015 — Привидение, которого не помню / Vaiduoklis, kurio neprisimenu (короткометражный) — Вилмуте
- 2014 — Родня. Жизнь продолжается / Giminės. Gyvenimas tęsiasi — Вида
- 2013 — Женское счастье / Moterų laimė — Регина
- 2012 — Без дома /| Be namų — Геновайте
- 2011 — Родня 20 лет спустя / Giminės po 20 metų — Вида
- 2010 — Заблудшие сердца / Širdys paklydėlės — Саломея
- 2008 −2009 — Братья / Broliai — Мария Аушрине
- 2005 — Дебеселис и Фаустас / Debesėlis ir Faustas (короткометражный)
- 2003 — Литовский транзит — мадам Чёли, хозяйка ночного бара
- 2002-2005 — Дапкусы и Буткусы / Dapkai ir Butkai
- 2000 — Чужие перья / Svetimos plunksnos (фильм-спектакль) — Агота Буткуте
- 1995 — Я не знаю, кто я / Aš nežinau, kas esu aš (Литва) — директор интерната
- 1993 − 1997 — Родня / Giminės — Вида, жена Антанаса
- 1991 — Оружие Зевса — хозяйка апартаментов
- 1991 — Крест милосердия — Магдалена Радзивилл
- 1990 −1992 — Марюс — жена Забелы
- 1989 — Игра хамелеона / Chameleonas — Вероника
- 1987 — Сказания городка Кукучяй / Kukučių sakmės — эпизод
- 1986 — Мышеловка / Pelėkautai — Молли Рэлстон
- 1985 — Софья Ковалевская — Шарлотта Леффлер
- 1984 — Этот фантастический мир. Выпуск 8 (фильм-спектакль) — Эльза, жена профессора Кларенса
- 1984 — Тревожных симптомов нет
- 1984 — Девять кругов падения / Devyni nuopuolio ratai — Стасе Устьянаускене
- 1982 — Полесская хроника — Вера, жена Апейки
- 1982 — Дыхание грозы (Фильм № 2)
- 1982 — Не все кометы гаснут — Роз-Мари
- 1982 — Две главы из семейной хроники — Линда, жена Рудольфа Доманн
- 1982 — Богач, бедняк… — учительница французского языка
- 1982 — Английский вальс / Anglų valsas — Молли Гвин, мать Джой
- 1981 — Фронт в тылу врага — Гелена Цильке (Елена Коваленко), певица в ресторане (советский разведчик, лейтенант)
- 1981 — Тайна Эндхауза — Фредерика
- 1981 — Лето кончается осенью / Vasara baigiasi rudenį — Милда
- 1981 — Игра без козырей / Lošimas be kozirių — Сабина Варнайте
- 1980 — Факт — Казя, жена Буцкуса
- 1980 — Поют петухи / Gieda gaideliai (фильм-спектакль) — эпизод
- 1980 — Патриоты / Patriotai (фильм-спектакль) — Шерейкене
- 1979 — Блуждающие огоньки / Žaltvykslės — Королева
- 1979 — Новое платье короля (4-я серия)
- 1979 — Короли и капуста — Изабелла, танцовщица
- 1977 — Обмен / Mainai — Эугения, сестра Витаса
- 1977 — Мужчина в расцвете лет / Vīrietis labākajos gados — Майя
- 1976 — Приключения Калле-сыщика — мама Евы-Лотты
- 1976 — Обычный месяц  — Катя (нет в титрах)
- 1975 — Время-не-ждёт — Мадонна, девушка Элама на Аляске
- 1974 — Чёртова невеста/ Velnio nuotaka — Юрга и Марцеле
- 1974 — Морские ворота — Эва
- 1972 — Тадас Блинда / Tadas Blinda — Морта
- 1971 — Рудобельская республика — Гелена, дочь управляющего
- 1971 — Последний рейс «Альбатроса» — Ютта
- 1971 — Маленькая исповедь / Maža išpažintis — классный руководитель «Жирафа»
- 1970 — Мужское лето / Vyrų vasara — Алдона, учительница

## Награды
- 1982 — Заслуженная артистка Литовской ССР
- 1983 — Лауреат XVI Всесоюзного кинофестиваля в номинации «Приз за лучшие актёрские работы за 1983 год» (Ленинград)
- 1985 — Государственная премия Литовской ССР
- 1999 — Почётный гражданин Рокишкского района
- 2004 — Офицер Ордена Витаутаса Великого
- 2012 — Командор ордена «За заслуги перед Литвой»
- 2012 — Национальная кинопремия Литвы «Серебряный журавль»[2]
- 2019 — Премия Правительства Литвы в области культуры и искусства